# 元道姫
元 道姫（ウォン・ドヒ、朝鮮語: 원도희、1948年1月1日 - ）は、朝鮮民主主義人民共和国の政治家。江原道人民委員会委員長、最高人民会議代議員などを歴任した。

## 経歴
1948年に両江道で生まれた。1999年9月に内閣事務局部長に任命され、2010年9月に江原道人民委員会委員長に転じ、2013年12月22日に元山市で開かれた金日成主席と金正日総書記の銅像の除幕式に参加した。2014年3月9日に実施された最高人民会議第13期代議員選挙で代議員に選出されたが、2015年に江原道人民委員会委員長を解任された。

## 参考サイト
- 북한정보포털

| 先代高鍾徳 | 江原道人民委員会委員長2010年 - 2015年 | 次代韓相俊 |